# 空间和电信法研究所
空间和电信法研究所（IDEST）由空间和电信的专业人士创立于2000年，附属于巴黎第十一大学。研究所有教授，讲师和博士生，除此之外还有一批研究人员，受一个由著名教授和相关行业的专家组成的科学咨询委员会的领导。

## 双重技能
IDEST涵盖了所有法律方面的空间利用和应用。该研究所同时也很注重产业合作和项目融资，它拥有分析国民经贸军事等方面国家空间政策的能力。此外，IDEST还拓展到了电信法，尤其是在市场管理，运用稀缺资源以及设备和应用的规范化等方面。最后，研究所对于以下相关的问题也有所研究：信息和传媒法，防御和安全。

## 国际研究策略
研究所整合了十多个国家的研究人员，能够提供多语言教学：法语，中文，阿拉伯语，英语，西班牙语，德语，波斯语，俄语和日语。此外他在海外拥有代理人，能够保证与巴黎支部的联系。自从成立以来，IDEST已经与许多主要的空间电信法研究所签署研究合约。成员们在权威刊物上发表文章，并在世界范围内参加大型的学术活动。该研究所围绕博士论文展开，其中几次是和海外机构一起进行的联合指导。

## 公认的教育能力
IDEST隶属于巴黎第十一大学的空间活动和电信的硕士管理专业。其成员在法国或者海外的许多其他大学或者学院学习，特别是l'ISAE-Supaéro, Supelec,l’ENSTA, l’ISU，斯特拉斯堡大学，巴黎政治学院……IDEST 也有在法国和海外的空间和电信法的教授。
2011年，ISAE和巴黎第十一大学之间签署了一项协约，目的是促进两个机构间在空间法方向的合作。

## IDEST会议

### 欧洲日
受益于其研究员和先前学生的国际网络，IDEST定期在欧盟的不同国家组织欧洲日活动。这些活动连续两年在同一城市聚集教育界人士和法国本土实践家，目的是通过比较国家法律经验和法律文化，以加强学术和专业合作。
IDEST的第一个欧洲日在罗马尼亚的锡比乌举行，围绕主题是信息社会的欧洲(2007)和规范电信市场-经验交流(2008)。第二个欧洲日在匈牙利的布达佩斯，主题是竞争和规范电信市场(2010)和网络产业的竞争(2011)。　

### 世界电信日专业讨论会
世界电信和信息社会日是由国际电信联盟发起的，以在经济和社会范围内提高使用信息技术的社会关注度为目的，同时也为了减小数字鸿沟。5月17日是第一个国际电报协议签署的日子，也是国际电信联盟成立的日子，故选择了这个日期。IDEST决定在此框架下每年组织法律讨论会，围绕最著名的电信法专家，律师和法学家以解决网络发展和电子通信服务相关的问题。讨论会2010年的主题是电信法的新规章制度，在2009年回顾之后，转移到法国法律中。2011版专注于对所有人的高速信息流量。

## 合约与研究

### 国内合约
成立以来, IDEST获得了一些国内研究的合约，值得一提的是与国家空间研究中心的合作，在制定空间活动的法律方案方面IDEST与其有密切联系。IDEST也与法兰西岛地区签署了一个重要合约，目的是发展巴黎第十一大学和布达佩斯大学电信法专业的来往学生和研究人员的流动性。2011年，IDEST的任务是保证与ANFR和与CNES两个合约签署，还有一个是对附属于总理的策略分析中心的欧洲空间治理的鉴定。

### 欧洲合约
在行星保护和空间太阳能发电站领域，通过了两个与欧洲航天局的研究合约之后，IDEST获取了欧盟的信任以及两个主要项目：Twining欧洲项目UA/06/PCA/OT/05促进乌克兰与欧洲联盟的空间合作，2008年六月到2010年二月期间有一系列的见面会在基辅举行，还有同意协作项目声明（第七次活动框架）意在保护社交网络个人数据信息。IDEST也与罗马尼亚官方密切合作，目的是引入欧洲的电信法。

### 国际合约
在众多国际研究和合约中，IDEST引导研究关于美国洛克希德的空间财产保护，新加坡空间旅游。

## 合作伙伴

### 大学／研究中心
IDEST与很多法国及国外大学发展了战略合作关系：ISAESupaéro（法国图卢兹），空间政策研究所（美国华盛顿），伙计空间法研究中心（乌克兰基辅），天主教彼得巴斯曼尼大学（匈牙利布达佩斯），哈恩大学（西班牙哈恩），哈尔滨工业大学（中国哈尔滨），罗马大学（意大利罗马）。

### 专业氛围
从建立以来，IDEST与空间电信行业专家建立了紧密的联系。研究所在法国国家空间研究中心和欧洲航天局推动下成立，它的活动受到了很多组织的支持，其中包括欧洲通信卫星组织，欧洲宇航防务集团，Marsh和Thales。在电信领域，ARCEP和ANRFr也参与了规范研究所活动，这得益于与法国电信的特殊关系。此外，一些律师事务所也与IDEST紧密配合：Bird & Bird, Ernst & Young, Gide Loyrette Nouel, Iteanu & Associés, YGMA.　

## 硕士研究生 空间活动与电信法
作为第一个空间和电信法专业的文凭，它是在专业团体的支持下，为满足越来越多产业对高学历人员的要求而创立的。硕士研究内容是由有合作关系的空间宇航和电信领域的大公司和机构所设定的。
每年，指导委员会会重新分析就业市场。学术实践和长期实习（法国货或国外）可以丰富基础教育。与就业市场的长期接触得益于由专业人士组成的教育组（70%校外兼课人员），未来雇主的课程，本地著名公司和机构的课程（50%的课程），在法国专业性的旅游和参观，硕士合作伙伴指导的职业规划，由之前学生形成的跨国关系网。

### 国际教育
课程对于欧洲和世界都是开放的，这得益于研究所教授结合国内和跨国的研究方法，用法语和英语授课，多文化教育组（9个国家），外国学生占总数一半（2002年以来，有61个国家的264位学生选择了在此攻读硕士），研究所参与了国际重大活动。

### 跨学科教育
课程设置针对未来职业规划，强调法律与其他学科的联系—科学，工程，经济，管理，政治。教育组和学生的跨学科性通过对文件的深入理解和与各部门的实际交流，尤其是技术部门，从而便利了公司和研究所内部的整合。

### 主办人
每个班有专人负责一直辅导学生，班级以它命名。
- 2002 - 2003年： 国家空间研究中心 （CNES）
- 2003 - 2004年： 欧洲航天局 （ESA）
- 2004 - 2005年： 欧洲宇航防务集团
- 2005 - 2006年： 电子通信和邮政监管局 （ARCEP）
- 2006 - 2007年： 法国电信
- 2007 - 2008年： 欧中通信卫星组织
- 2008 - 2009年： 经济，工业和就业部部长
- 2009 - 2010年： 泰利斯阿莱尼亚宇航公司 （TAS）
- 2010 - 2011年： 基德律师事务所
- 2011 - 2012年： 赛峰集团
- 2012 - 2013年： 布依格电信
- 2013 - 2014年： 公司阿丽亚娜空间 (Arianespace)

### 评估
研究和高等教育评估机构，评估给予了空间和电信法硕士最高分数A+，名列在法国最好综合性大学之中。